# Pidonia
Карпатка (Pidonia Geoffroy, 1762, 2022) — найбільший рід триби Карпатцевих з родини Скрипунових, налічуючи близько 190 видів.

## Підроди
- Ceratopidonia Linsley & Chemsak, 1976
- Cryptopidonia Kuboki, 1981
- Mumon Hayashi, 1968
- Omphalodera Solsky, 1873
- Paleopidonia Kuboki, 2003
- Pidonia Mulsant, 1863
- Thesalia Casey, 1891

## Різноманіття
В Україні розповсюджений лише один вид: 
- Карпатка жовтава — (Pidonia lurida (Fabricius, 1792))